# Дело «Трёх китов»
«Ме́бельное де́ло», или де́ло «Трёх кито́в» получило широкую огласку благодаря межведомственным конфликтам между «силовыми» и таможенными органами России. В основе дела — контрабанда итальянской мебели в период с 1999 по 2000 год обществом с ограниченной ответственностью «Лига Марс» для реализации мебельными центрами «Гранд» и «Три кита». Оценки суммы недополученных таможенных платежей разнятся от 550 тыс. рублей, согласно прокуратуре, до 8 млн долларов, согласно таможенному комитету. Контрабанда осуществлялась путём занижения веса, в результате чего стоимость товара падала в 3—7 раз.

## Первоначальное расследование МВД
В августе 2000 года сотрудники Государственного таможенного комитета (ГТК) закрыли мебельный магазин «Три кита» и арестовали партию мебели, поставленную компаниями ООО «Бастион» и ООО «Лига Марс», обвинив поставщиков в контрабанде.
В сентябре 2000 года было возбуждено уголовное дело о контрабанде через ООО «Лига Марс», в октябре вести это дело взялся Следственный комитет при МВД РФ.
В течение полутора месяцев осени 2000 года следователем комитета МВД Павлом Зайцевым были получены свидетельские показания на вовлечённость в дело сотрудников центрального аппарата ФСБ. Согласно Роману Шлейнову, протокол телефонного прослушивания, организованного по решению Мосгорсуда, выявил разговор, в котором упоминалась встреча владельца «Трёх китов» Сергея Зуева, замешанного в деле, с президентом Владимиром Путиным. Согласно статье Шлейнова 2006 года, один из руководителей следственного комитета МВД показал на суде, что неопределённые лица заплатили прокурорам взятку порядка 2 миллионов долларов за прекращение дела. Это показание совпало с протоколом прослушивания. Один из свидетелей показал, что помощник начальника департамента экономической безопасности ФСБ пытался повлиять на расследование.
В ноябре 2000 года дело было затребовано на проверку Генеральной прокуратурой РФ и через некоторое время было закрыто.
В октябре 2001 года руководство ГТК вновь назвало Зуева организатором контрабандной сети и в том же месяце Центральная оперативная таможня возбудила против него уголовное дело по обвинению в уклонении от уплаты таможенных платежей, после чего это дело также было затребовано для проверки Генпрокуратурой РФ.
По предварительным результатам расследования Новой газеты, в конфликт при расследовании контрабанды оказались вовлечены, с одной стороны, МВД и государственная таможня, а с другой стороны — ФСБ (в частности, заместитель директора, начальник департамента экономической безопасности Юрий Заостровцев) и Генпрокуратура.

## Обвинения против следователя МВД и работников Таможенного комитета
В декабре 2000 года Генпрокуратура возбудила уголовное дело против следователя МВД Зайцева за неоправданные задержания граждан.
Генпрокуратура привлекла к уголовной ответственности также двух высокопоставленных сотрудников Таможенного комитета, Марата Файзуллина и Александра Волкова.
27 мая 2003 года в больнице был застрелен свидетель защиты Файзуллина и Волкова, президент ассоциации «Мебельный бизнес» Сергей Переверзев. И судья, и Переверзев получали анонимные угрозы.
4 июня 2003 года Дорогомиловский суд Москвы оправдал Файзуллина и Волкова.
Судья Московского городского суда Ольга Кудешкина, рассматривавшая повторно иск прокуратуры к Зайцеву, в начале декабря 2003 года подала заявление в Высшую квалификационную коллегию судей о давлении на неё председателя суда Ольги Егоровой и о незаконных телефонных переговорах председателя с заместителем генпрокурора Бирюковым. В итоге Кудешкина была лишена статуса судьи.
В августе 2004 года Верховный суд приговорил следователя Зайцева к двум годам условно. Однако председательствующий судья Галиуллин выразил особое мнение об отсутствии состава преступления в действиях следователя Зайцева, так как доводы в пользу арестов подозреваемых опровергнуты не были. В июне 2005 года судимость Зайцева была аннулирована. 3 сентября 2009 года Павел Зайцев был восстановлен в должности.

## Другие события
По данным следователя МВД Зайцева, к Размику Саркисяну, директору завода, где работала его жена, наведывались сотрудники ФСБ и предлагали продать им компромат на Зайцева. Через несколько месяцев после задокументированного рассказа Зайцеву директор завода был убит.
3 июля 2003 года Юрий Щекочихин, заместитель главного редактора «Новой газеты», ведущий журналистское расследование «мебельного дела», умер от скоротечного аллергического шока. В его организме был найден ядовитый фенол. За год до этого в своём открытом письме президенту Путину Щекочихин заявил, что работники ФСБ навязывали задержанному сотруднику ГРУ Вячеславу Жарко ложное признание в получении, совместно с тогдашним заместителем генерального прокурора Михаилом Катышевым, взяток от Бориса Березовского через Щекочихина. Щекочихин заявил, что Жарко, будучи сотрудником налоговой милиции Санкт-Петербурга, расследовал «финансовую авантюру» Путина и заместителя председателя правительства Олега Сосковца. Согласно письму, Жарко передал Щекочихину документы, подтверждающие заход кораблей без таможенного досмотра на базы ВМФ Лебяжий и Ломоносово с разрешения Путина и Сосковца. Щекочихин написал, что сотрудники ФСБ спрашивали Жарко о документах «финансовой авантюры». В своём письме Щекочихин выразил удивление, что его телефоны прослушиваются, и что ФСБ допрашивала Павла Зайцева в связи с публикацией Щекочихиным статьи в «Новой газете» о деле «Трёх китов».
Роль Жарко вступила в противоречие [уточнить] со сделанным им через несколько лет заявлением, что в конце 1990-х годов он собирал информацию для Березовского, пользуясь служебным положением, а с 2003 года сотрудничал с английскими спецслужбами
ФСБ и Генпрокуратура пытались изъять распечатку телефонных прослушиваний, организованных по делу о «Трёх китах» решением Мосгорсуда и хранившихся в ГУБЭП ГУВД Московской области .
Ольга Анурова, работавшая в фирме «Интер-Дойс», замешанной в деле, впоследствии перешла в фирму «Беринг Консалтинг», получившую деньги со счёта предвыборной кампании Путина. Существуют подозрения, что учредителем фирмы является бывший одноклассник Путина, сотрудник спецслужб Александр Романов .

## Новое продолжение
В 2002 году на основании запроса депутатов Государственной Думы РФ дело «Трёх китов» было возобновлено.
Владелец «Трёх китов» Сергей Зуев и другие четыре фигуранта были арестованы в июне 2006 года по подозрениям в контрабанде. Дело вёл следователь прокуратуры Ленинградской области Владимир Лоскутов. Незадолго до этого был отправлен в отставку генеральный прокурор Владимир Устинов и произошли обыски в таможенных и специальных службах.
В начале сентября 2007 г. начальник Управления оперативного обеспечения Федеральной службы по контролю за оборотом наркотиков (ФСКН) Александр Бульбов и несколько его коллег были задержаны сотрудниками ФСБ РФ. Бульбова и его соратников обвиняли в незаконном прослушивании телефонных переговоров при расследовании ими дела о контрабандных поставках мебели в торговый дом «Три кита». Сотрудники ФСКН утверждали, что они подозревали, что контрабандисты пользовались покровительством высокопоставленных коррумпированных сотрудников ФСБ. Бульбов также был обвинён в получении и даче взяток и отмывании денег.
1 апреля 2010 года Наро-Фоминский городской суд приговорил Зуева к восьми годам лишения свободы. Также сроки от четырёх до семи лет получили Леладзе, Латушкин и Саенко. Остальные обвиняемые получили условные сроки.